# Eero Saarinen Chair
Die Eero Saarinen Chair ist der Lehrstuhl in Erinnerung an den finnisch-amerikanischen Architekten Eero Saarinen an der Yale School of Architecture in New Haven, an der er zwischen 1930 und 1934 studierte.

## Gastprofessoren
| Herbstsemester 1984    | Kazuo Shinohara                                    |
| Frühjahrssemester 1985 | Richard Rogers                                     |
| Herbstsemester 1985    | James Ingo Freed                                   |
| Frühjahrssemester 1986 | Sverre Fehn                                        |
| Herbstsemester 1986    | William E. Pedersen                                |
| Frühjahrssemester 1987 | Denise Scott Brown and Robert Venturi              |
| Herbstsemester 1987    | Josef Kleihues                                     |
| Frühjahrssemester 1988 | Hugh Hardy and Malcolm Holzman                     |
| Herbstsemester 1988    | Michael Dennis                                     |
| Frühjahrssemester 1989 | Arduino Cantafora                                  |
| Herbstsemester 1989    | Mario Gandelsonas                                  |
| Frühjahrssemester 1990 | Juan Navarro Baldeweg                              |
| Herbstsemester 1990    | Henry Smith-Miller and Laurie Hawkinson            |
| Frühjahrssemester 1991 | Eric Owen Moss                                     |
| Herbstsemester 1991    | Thom Mayne                                         |
| Frühjahrssemester 1992 | Albert Pope                                        |
| Herbstsemester 1992    | Toshiko Mori                                       |
| Frühjahrssemester 1993 | Juhani Uolevi Pallasmaa                            |
| Herbstsemester 1993    | Ada Karmi-Melamede                                 |
| Frühjahrssemester 1994 | Karen Bausman                                      |
| Herbstsemester 1994    | Stephen Kieran, James Timberlake und Samuel Harris |
| Frühjahrssemester 1995 | Craig Hodgetts und Ming Fung                       |
| Herbstsemester 1995    | Homa Fardjadi                                      |
| Frühjahrssemester 1996 | Eric Owen Moss                                     |
| Herbstsemester 1996    | David Turnbull                                     |
| Frühjahrssemester 1997 | Daniel Hoffman                                     |
| Frühjahrssemester 1998 | Steven Izenour                                     |
| Herbstsemester 1998    | Cecil Balmond                                      |
| Frühjahrssemester 1999 | Philip Johnson mit Peter Eisenman                  |
| Herbstsemester 1999    | Cesar Pelli                                        |
| Frühjahrssemester 2000 | Zaha Hadid                                         |
| Herbstsemester 2000    | Craig Hodgetts und Ming Fung                       |
| Frühjahrssemester 2001 | Andres Duany und Leon Krier                        |
| Herbstsemester 2001    | Henry Smith-Miller                                 |
| Frühjahrssemester 2002 | Zaha Hadid                                         |
| Herbstsemester 2002    | Cecil Balmond                                      |
| Frühjahrssemester 2003 | Winy Maas                                          |
| Herbstsemester 2003    | Rafael Viñoly                                      |
| Frühjahrssemester 2004 | Zaha Hadid                                         |
| Herbstsemester 2004    | Enrique Norten                                     |
| Frühjahrssemester 2005 | Stefan Behnisch                                    |
| Herbstsemester 2005    | Brigitte Shim                                      |
| Frühjahrssemester 2006 | Stefan Behnisch                                    |
| Herbstsemester 2006    | Gregg Pasquarelli                                  |
| Frühjahrssemester 2007 | Zaha Hadid                                         |
| Herbstsemester 2007    | Joshua Prince Ramus und Erez Ella                  |
| Frühjahrssemester 2008 | Stefan Behnisch, Frank O. Gehry                    |
| Herbstsemester 2008    | Francisco Mangado                                  |
| Frühjahrssemester 2009 | John Patkau                                        |
| Herbstsemester 2009    | Stefan Behnisch                                    |
| Frühjahrssemester 2010 | Patrick Bellew and Andy Bow                        |
| Herbstsemester 2010    | Brigitte Shim                                      |
| Frühjahrssemester 2011 | Paul Katz, James von Klemperer und Forth Bagley    |
| Herbstsemester 2011    | Patrick Bellew und Andy Bow                        |
| Frühjahrssemester 2012 | Frank O. Gehry                                     |
| Herbstsemester 2012    | Gregg Pasquarelli                                  |
| Frühjahrssemester 2013 | Angelo Bucci                                       |
| Herbstsemester 2013    | Patrick Bellew und Andy Bow                        |
| Frühjahrssemester 2014 | Brigitte Shim                                      |
| Herbstsemester 2014    | Sean Griffiths, Charles Holland und Sam Jacob      |
| Frühjahrssemester 2015 | Hernan Diaz Alonso                                 |
| Herbstsemester 2015    | Marion Weiss und Michael Manfredi                  |
| Frühjahrssemester 2016 | Frank O. Gehry                                     |
| Herbstsemester 2016    | James von Klemperer und Forth Bagley               |
| Frühjahrssemester 2017 | Patrick Bellew und Andy Bow                        |
| Herbstsemester 2017    | Elia Zenghelis                                     |
| Frühjahrssemester 2018 | Hildigunnur Sverrisdóttir                          |
| Herbstsemester 2018    | Adam Yarinsky                                      |
| Frühjahrssemester 2019 | Yolande Daniels                                    |
| Herbstsemester 2019    | David Gissen                                       |
| Frühjahrssemester 2020 | Cazu Zegers                                        |
| Herbstsemester 2020    | Deborah Saunt                                      |
| Frühjahrssemester 2021 | Sandra Barclay und Jean Pierre Crousse             |
| Frühjahrssemester 2022 | Rossana Hu and Lyndon Neri                         |
| Frühjahrssemester 2023 | Mabel O. Wilson                                    |